# Carence en zinc
 Mise en garde médicale
La carence en zinc est une carence en minéraux due à une quantité insuffisante de zinc pour répondre aux besoins de l'organisme.

## Symptômes
Les symptômes peuvent inclure diarrhée, perte de cheveux, dysfonction sexuelle, cécité nocturne, éruption cutanée, risque accru d'infections, perte de poids, mauvaise cicatrisation, goût anormal et lenteur mentale,. Chez les enfants, cela peut entraîner une mauvaise croissance. Pendant la grossesse, cela peut entraîner des malformations congénitales ou un faible poids à la naissance .

## Cause
La cause la plus fréquente est un apport alimentaire réduit. D'autres causes peuvent être une mauvaise absorption, une perte accrue ou une utilisation accrue. Les facteurs de risque peuvent inclure les maladies inflammatoires de l'intestin, le syndrome de l'intestin court, les problèmes hépatiques ou rénaux, les végétariens, l'alcoolisme et d'autres maladies à long terme. Elle peut également survenir à la suite d'une maladie génétique connue sous le nom d'acrodermatite entéropathique,.

## Diagnostic
Le diagnostic est souvent basé sur les symptômes et les facteurs de risque car les niveaux de zinc dans le sang ne sont pas très exacts.

## Traitement
L'apport nutritionnel conseillé aux États-Unis est de 8 mg par jour pour les femmes et 11 mg par jour pour les hommes. Le traitement se fait par supplémentation en zinc à une dose de 1 à 3 mg/kg de zinc élémentaire par jour. L'amélioration se produit généralement en quelques jours à quelques semaines.

## Fréquence
La carence en zinc affecte environ 2 milliards de personnes dans le monde. Elle affecte le plus souvent les enfants des pays en développement et les personnes âgées des pays développés, ; elle est rare en Amérique du Nord. On estime qu'elle est impliquée chaque année dans près d'un demi-million de décès d'enfants de moins de 5 ans.